# ولي فيها عناكب أخرى
ولي فيها عناكب أخرى ديوان شعري للشاعر المغربي طه عدنان، صدر عام 2003 ضمن منشورات وزارة الثقافة بالمغرب سلسلة الكتاب الأول، في إطار الرباط عاصمة الثقافة العربية عام 2003. يعكس الديوان تجارب الشاعر في الاغتراب والتأمل في الذات والواقع الاجتماعي والسياسي بأسلوب شعري يتميز بالرمزية والبلاغة.

## العنوان
يحمل عنوان الديوان "ولي فيها عناكب أخرى" دلالات رمزية تعبر عن تعقيدات الحياة والصراعات الداخلية التي يمر بها الإنسان، فضلاً عن إشارات إلى التوتر بين الفوضى والنظام، أو بين الظاهر والباطن، وهي موضوعات تتكرر في نصوص الديوان.

## نبذة
يضم الديوان مجموعة من القصائد التي تتناول مواضيع متنوعة منها الاغتراب، الهوية، الذاكرة، والبحث عن الذات في ظل متغيرات الحياة المعاصرة. يعتمد الشاعر في كتاباته على تصوير المشاعر والأفكار عبر صور شعرية قوية، مفعمة بالرموز والتشبيهات التي تثير في القارئ مشاعر التأمل والتفاعل. يوظّف الشاعر طه عدنان معجمًا تكنولوجيًا يستمد مفرداته من عالم الحواسيب والإنترنت، في نسج لغوي يعكس حضور العصر الرقمي وهيمنة الوسائط الإلكترونية على تفاصيل الحياة اليومية. لا يأتي هذا التوظيف بوصفه زخرفًا لغويًا عابرًا، بل يتخذ طابعًا فنيًا ورمزيًا يُضمر موقفًا نقديًا من مظاهر العولمة، ومن تحوّل القيم والعلاقات الإنسانية تحت ضغط التقنيات الحديثة. في هذا المعجم، تتحوّل المفردات التقنية إلى صور ومجازات: الوقوع في أسر "عنكبوت إلكتروني"، أو أداء "جزية رقمية" شهرية، في إحالة ساخرة إلى شروط الاندماج السريع في الفضاء الكوني الجديد. ويجد القارئ أن الحاسوب ليس مجرد أداة في يوميات الشاعر، بل نافذة تتسلل منها اللغة الإلكترونية إلى النص الشعري، حيث تمتزج الفضاءات الافتراضية بعالم القصيدة. وفي هذا التماهي، تصبح الشاشة مساحة مواجهة، وحقل بحث في المعنى، كما في قصيدته «وئيدًا أحفر في جليدٍ حيّ»، حيث يتجاور الحضور الافتراضي مع الإيقاع الداخلي للنص في مشهد يوازن بين برودة التقنية ودفء التجربة الإنسانية.  

## الأثر
حظي ديوان "ولي فيها عناكب أخرى" بتقدير من قبل النقاد في الأوساط الأدبية المغربية، حيث اعتبره البعض إضافة مميزة للشعر المغربي المعاصر. وقد أشار الناقد محمود قرني إلى توازن الشاعر بين الفوضى والنظام في تجربته الشعرية، معتبراً أن الديوان "محتفياً بجلال التناقضات وجلال النظام في آن واحد". ساهم الديوان في إثراء الساحة الشعرية المغربية، وأبرز قدرات طه عدنان على التعبير عن هموم الإنسان المعاصر بلغة شعرية رصينة.

## الجوائز
لا توجد معلومات متوفرة عن حصول الديوان على جوائز أدبية.

## اقتباسات
- "أية ضرورة للشعر، أي جدوى من تشريح الأوجاع؟"
- "ولي فيها عناكب أخرى، تنسج خيوطها في ظلمة الصمت."
- "الشعر لمن يجرؤ على الغوص في أعماق الذاكرة المظلمة."

## وصلات خارجية
- [مقالة تعريفية عن طه عدنان على موقع Medi1](https://www.medi1.com/fr/episode/1609)
- [قراءة نقدية لديوان "ولي فيها عناكب أخرى"](https://allugah.com/?p=709)